# Museo di storia d'Amburgo
Il Museo di storia d'Amburgo (in tedesco:  Museum für Hamburgische Geschichte e per fini promozionali Hamburg Museum) è il museo di storia di Amburgo, Germania. È stato istituito nella sua sede attuale nel 1922, anche se la sua organizzazione madre è stata avviata nel 1839 in altra sede. Il museo è stato denominato anche Hamburg Museum nel 2006. Si trova vicino al parco Planten un Blomen nel centro di Amburgo. Il museo ha aperto le porte ai codici QRpedia a novembre 2012.

## Storia
Gli inizi del museo partono dalla "Collezione di Antichità di Amburgo", fondata nel 1839 e raccolta dalla Società Storica di Amburgo. I primi oggetti esposti erano frammenti architettonici di una cupola e di due chiostri in rovina. Dopo l'incendio del 1842, furono aggiunti alla collezione pezzi di case, come ad esempio l'ingresso del municipio che era stato bruciato. Poiché le dimensioni della collezione aumentavano e non c'era ancora spazio per un'esposizione permanente, le mostre temporanee dovettero essere ospitate nel seminterrato dei Johanneum. Nel 1853 queste esposizioni vennero collocate nel consiglio scolastico.
La successiva espansione della collezione, nel 1875, vide l'annessione dell'inventario di Zeughäusern, il deposito d'armi di Amburgo, che riunì molti dei pezzi più preziosi, migliorando lo status del museo.
La creazione di un museo fu pianificata da Hans Speckter nel 1884 e successivamente progettata e realizzata da Alfred Lichtwark. Nel 1906 il Senato decise di creare il "Museo per la storia di Amburgo" e nel 1908 il Senato chiamò Otto Lauffer a diventare direttore del Museo storico di Amburgo, che diresse fino al 1946.
Il suo successore Walter Hävernick ha coniato l'ordine cronologico piuttosto che tematico nella collezione, oltre ad aver attuato un riorientamento nella storia economica e del traffico di Amburgo durante il periodo della guerra. L'archeologo Jörgen Bracker fu nominato direttore nel 1976 e mantenne questa carica fino al 2001. Il suo successore fu la storica dell'arte Gisela Jaacks, che lavorava al museo dal 1971. Dal 2008 il museo è diretto dalla storica Lisa Kosok.
Dal 1985 il museo è sostenuto dall'"Associazione degli Amici del Museo di Amburgo". È su sua iniziativa che l'edificio è stato ristrutturato dallo studio di architettura gmp, con l'aggiunta del tetto di vetro sul cortile e di altri oggetti di valore. Ciò ha permesso di ottenere uno spazio espositivo aggiuntivo, che può essere utilizzato anche per concerti e mostre simili.
Nel 2006 il museo si è già guadagnato un nuovo soprannome. Ora è conosciuto anche come "Hamburgmuseum". Questo nome ha già le sue iniziali che sono il nuovo logo "hm", iniziali con cui gli stranieri si riferiscono al museo e che lo rendono più facile da ricordare.